# Blücherův dvůr
Blücherův dvůr (také Dolní dvůr, Spodní dvůr, německy Blücherhof) byla dříve hospodářská jednotka poblíž obce Bílov. Dnes již zaniklé místo.

## Historie
V 19. století byl na jižním konci obce Bílov vystavěn hospodářský dvůr znám jako Blücherův dvůr (německy Blücherhof).  Místně označován jako Dolní dvůr, Spodní dvůr. Ten byl součásti majetku Gebharda II. Blüchera z Wahlstadtu.

## Současnost
Dvůr po roce 1945 převzalo do správy JZD, V 60. letech byl převeden pod Velkovýkrmny Velké Albrechtice. Od roku 1960 objekt pomalu chátral. Po roce 2001 zanikl zcela. Dnes je na jeho místě bioplynová stanice (majitel PROJEKT MORAVSKÁ, s.r.o., Tyršova 1703/22, Moravská Ostrava, 70200 Ostrava).

## Galerie

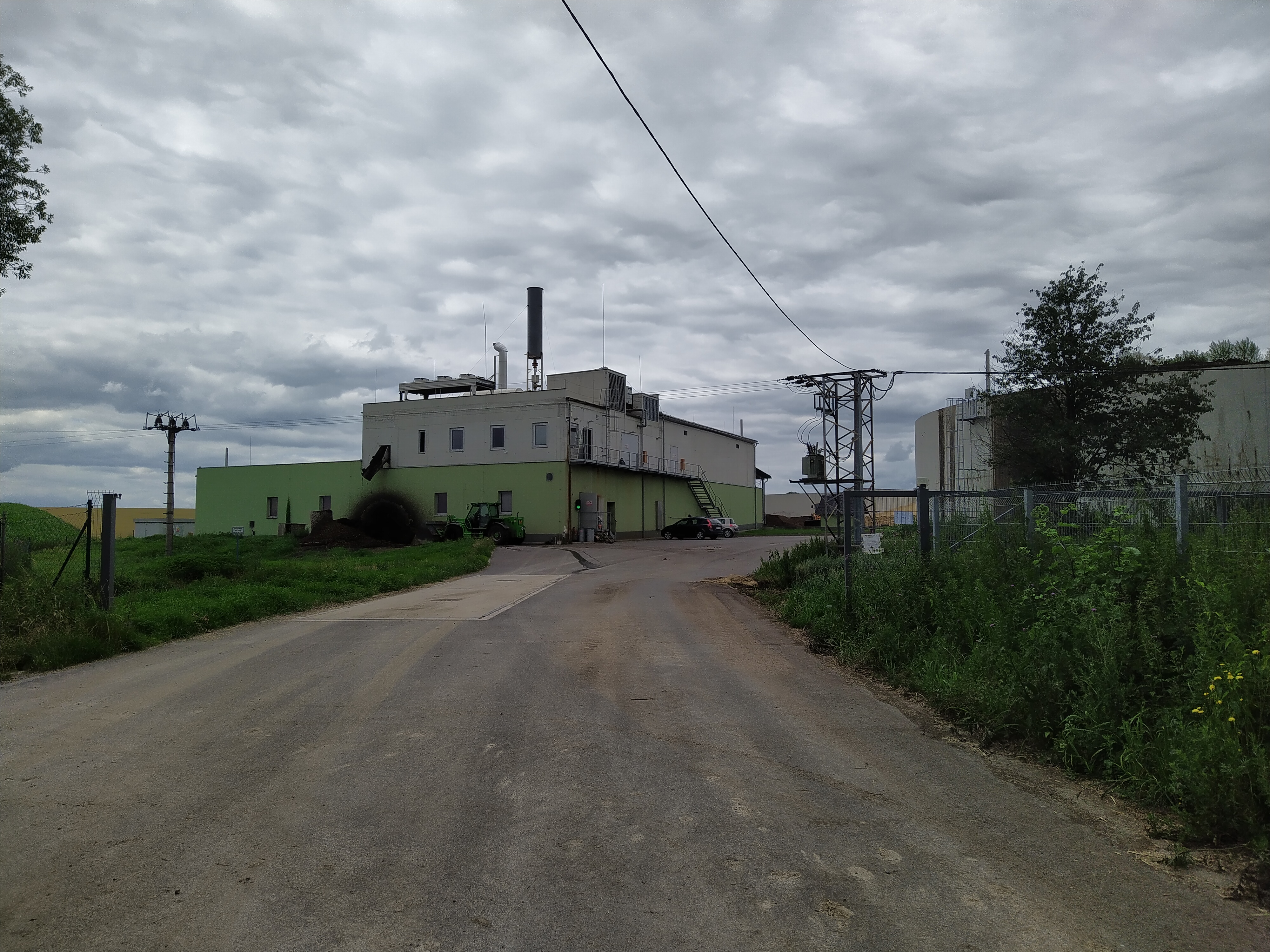
Kompostárna Bílov na místě zaniklého Blücherova dvora
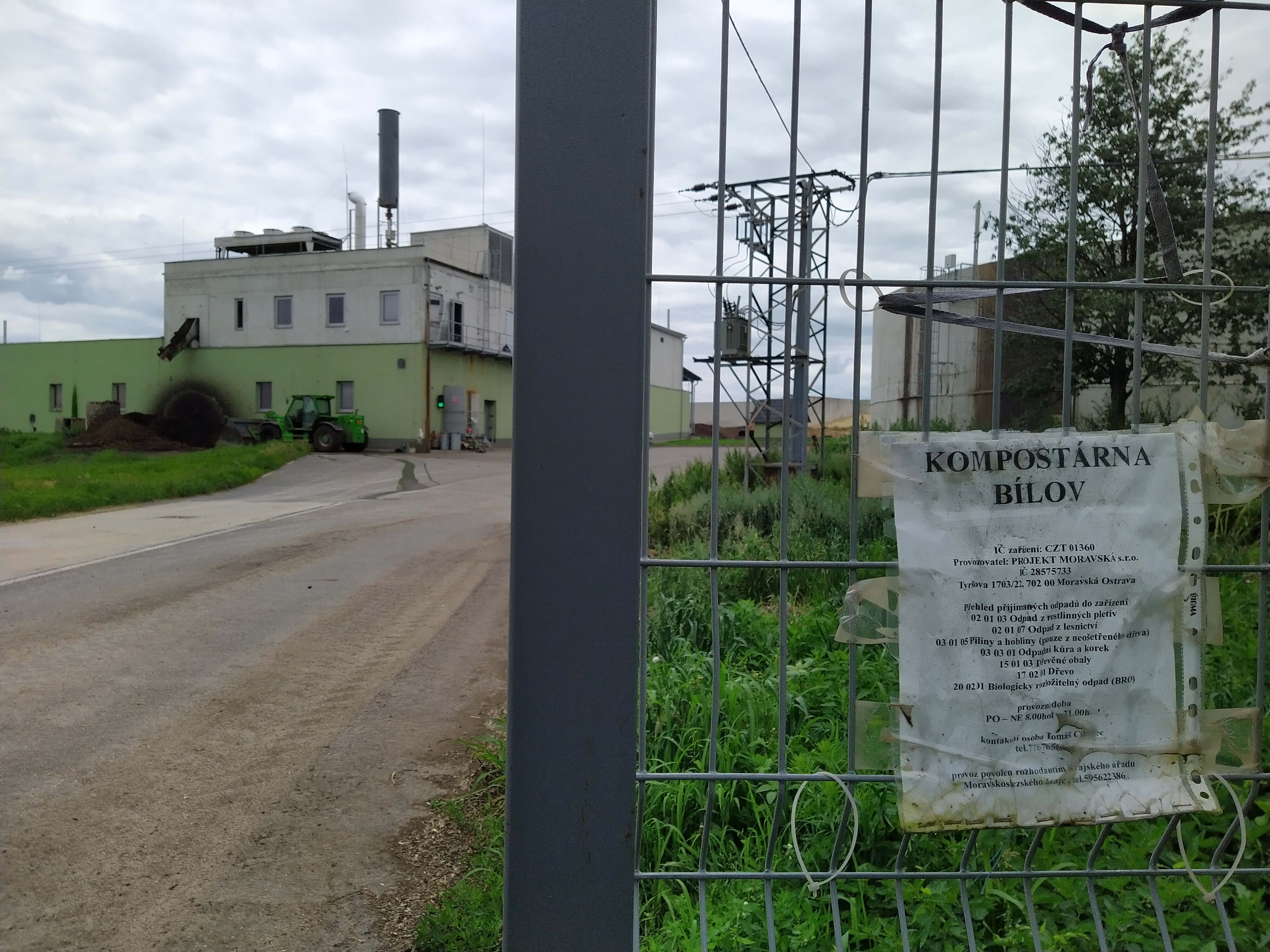
Kompostárna Bílov na místě zaniklého Blücherova dvora, informace
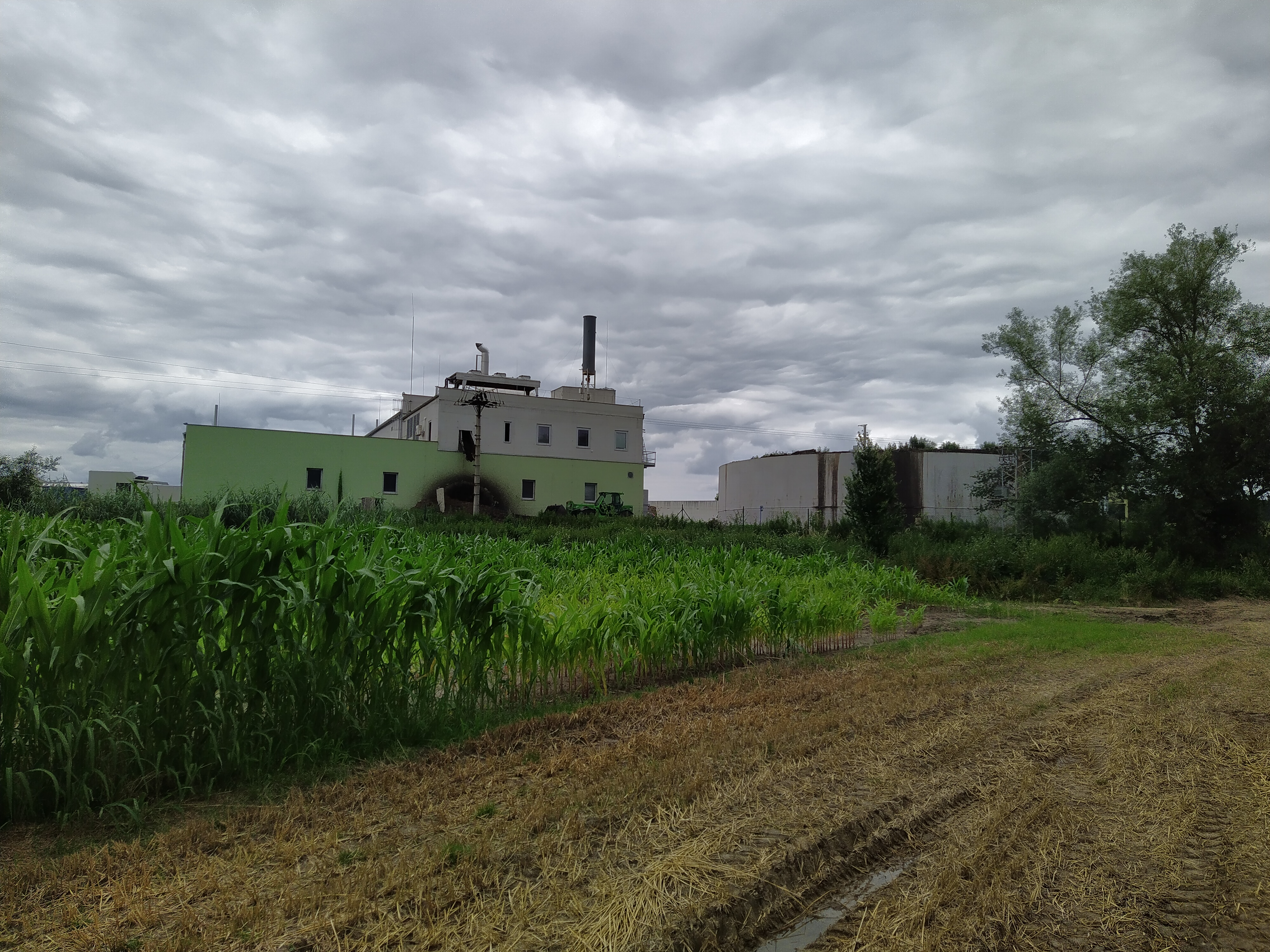
Kompostárna Bílov na místě zaniklého Blücherova dvora